# Janina (Łódź)
Janina [pronunciación en polaco: /jaˈɲina/] es un pueblo ubicado en el distrito administrativo de Gmina Bełchatów, dentro del Distrito de Bełchatów, Voivodato de Łódź, en Polonia central. Se encuentra aproximadamente a 8 kilómetros al este de Bełchatów y a 49 kilómetros al sur de la capital regional Łódź.